# エイトインク
エイトインク(Eight Inc.)は、ニューヨーク、サンフランシスコ、ホノルル、東京、北京、ロンドンに拠点を置くデザイン事務所である。1989年にティム・コウビィによって創設されて以来、住居、商業空間、製品やコミュニケーションといった幅広い分野でデザインを行っている。

## 概要
最近の商業部門での代表プロジェクトとして、Apple Store、アップル (企業)アップル製品取扱店やトレードショー、ノキア旗艦店、コーチ店舗、バージン・アトランティック航空への種々のプロジェクト、そして同様にシティバンクへの新しい銀行業務環境の構築が挙げられる。
また、エイトインク (Eight Inc.) は住居や複合開発事業のデザインも行っており、米誌アーキテクチュアル レコードArchitectural Record主催による、ハリケーン・カトリーナ通過後のニューオリンズでの複合型住宅開発コンペHigh Density On The High Ground（高台に建つ高密度集合住宅）に参加し、エイトインク(Eight Inc.)の作品が同誌の名誉賞を受賞した。2006年にヴェネツィアにて開催された第十回ヴェネツィア・ビエンナーレ建築展のアメリカ館では、エイトインク(Eight Inc.)がアメリカ合衆国の代表として参加した。
エイトインク (Eight Inc.) は、スチールケースの一部門であるメトロ（METRO）の家具デザイン、ウィリアム ソノマ(Williams-Sonoma)のキッチン用品、シティバンクやノキアのインターアクティブ デザイン開発、ハーマンミラー (Herman Miller) やアップル]の展示空間などのデザインを行った。
近年、LEED®認定されたプロジェクトは、ワイキキで初めてLEED®認定された複合商業施設である280ビーチウォーク、マラマ学習センター、ハワイ オアフ島教育地域情報センターがある。

## 主なプロジェクト

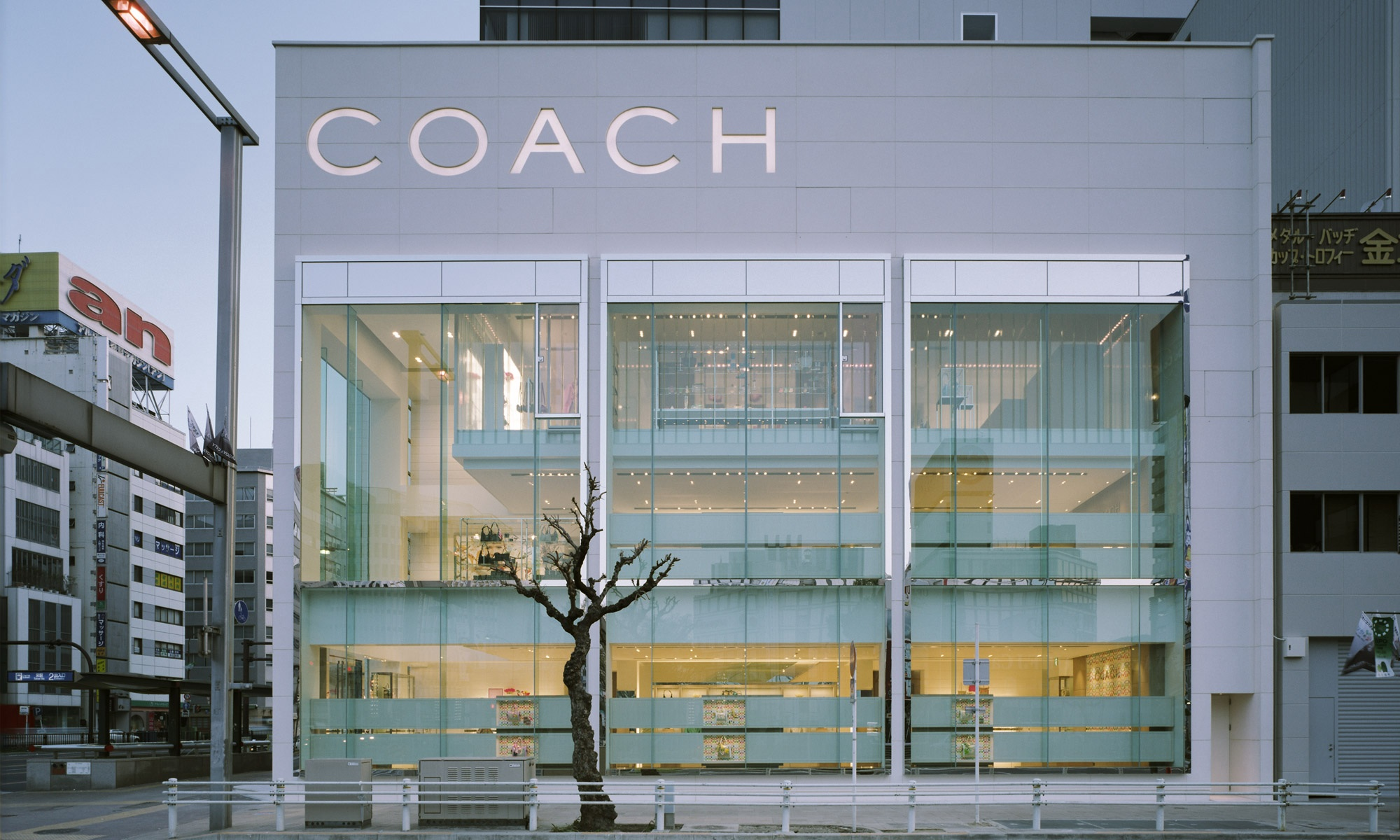
コーチ ストア 日本, 名古屋市
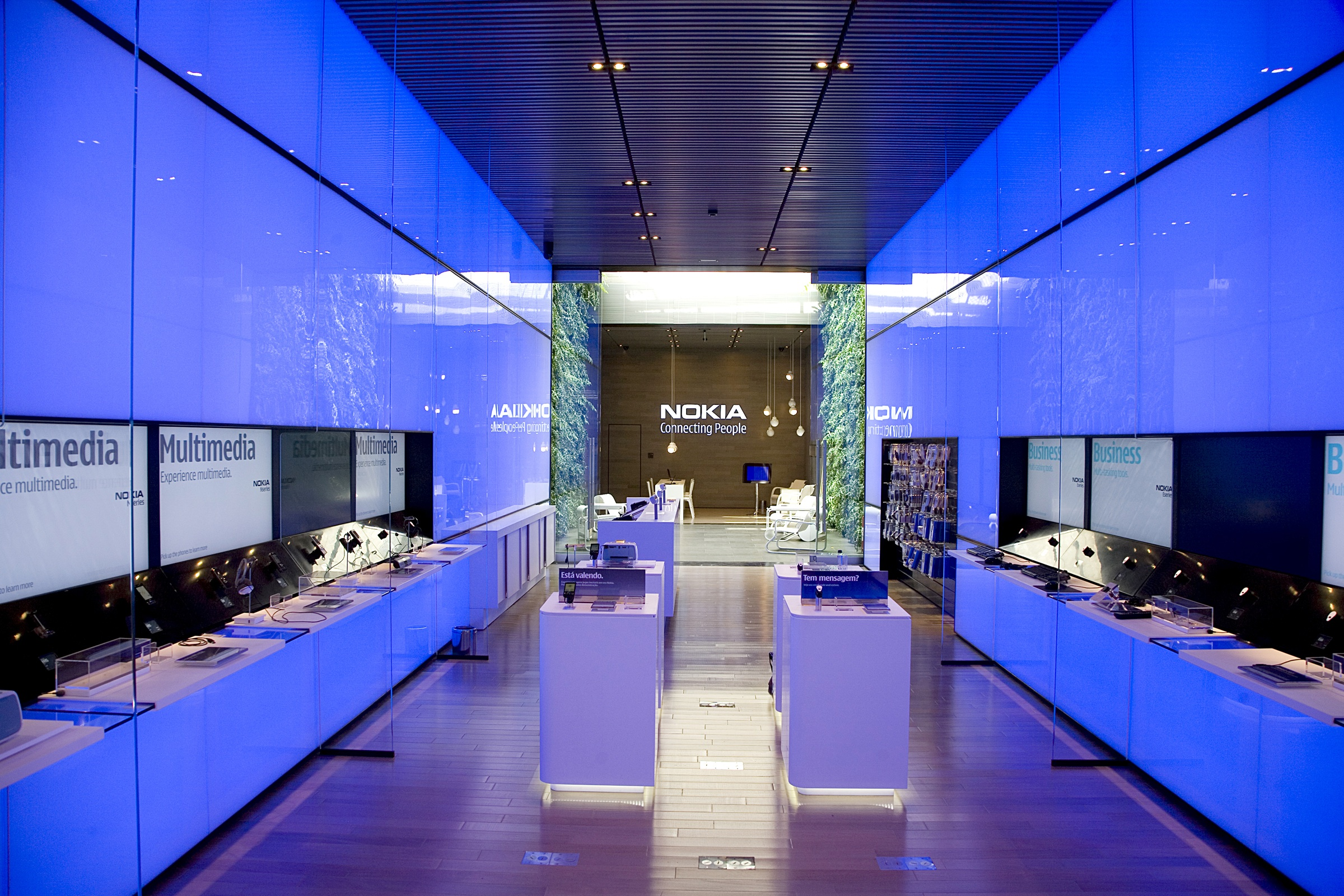
ノキア 旗艦店 ブラジル, サンパウロ
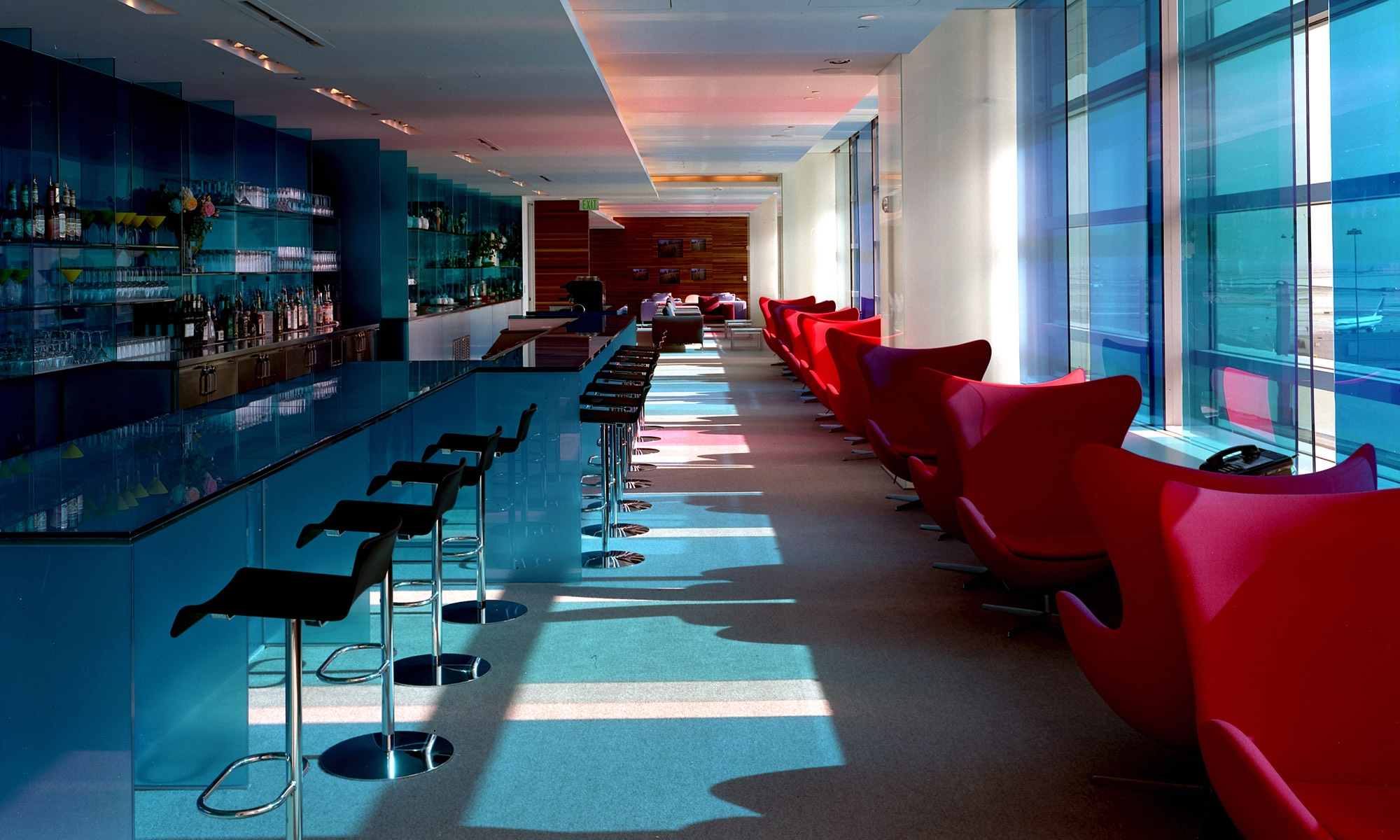
ヴァージン アトランティック航空 クラブハウス サンフランシスコ空港
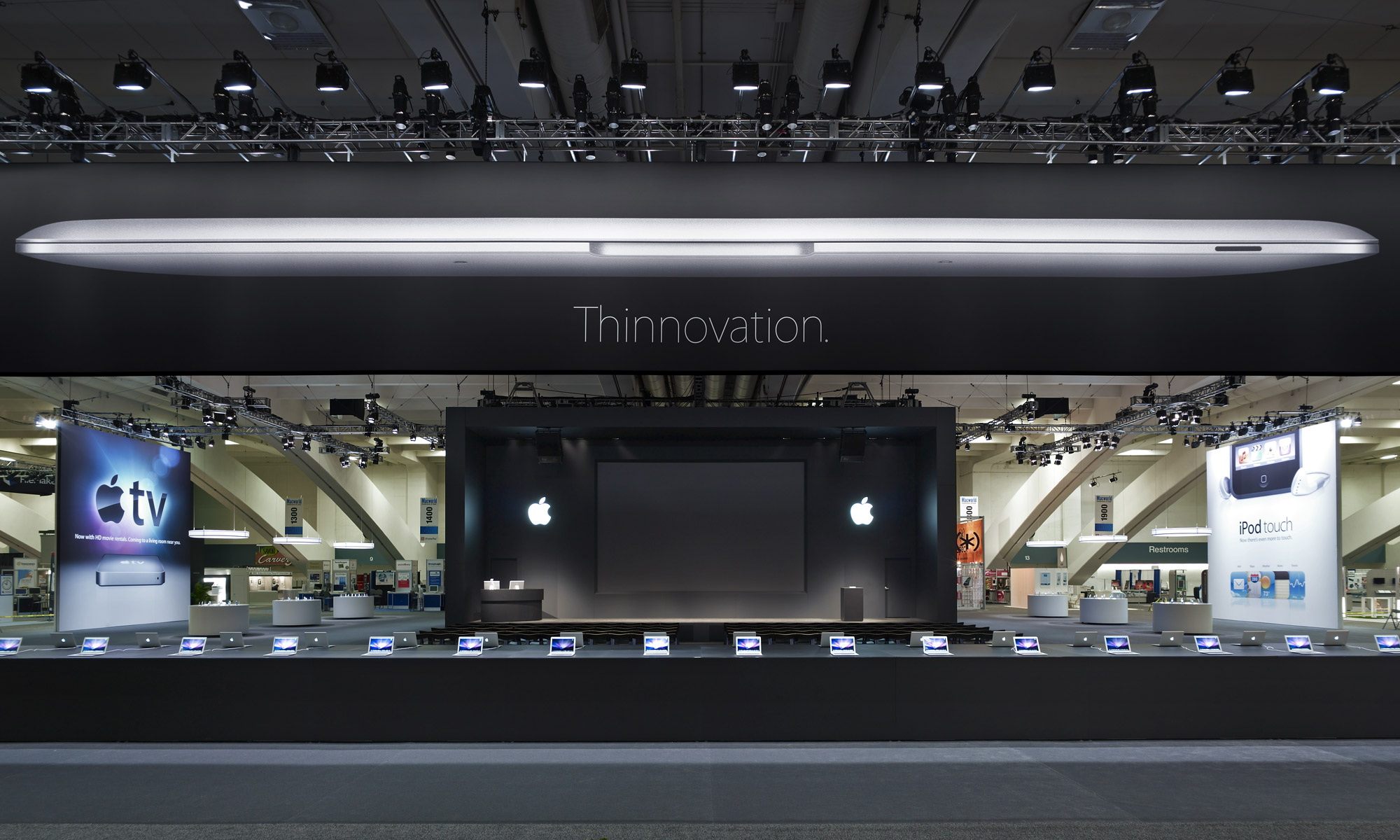
アップル マックワールド カリフォルニア州, サンフランシスコ
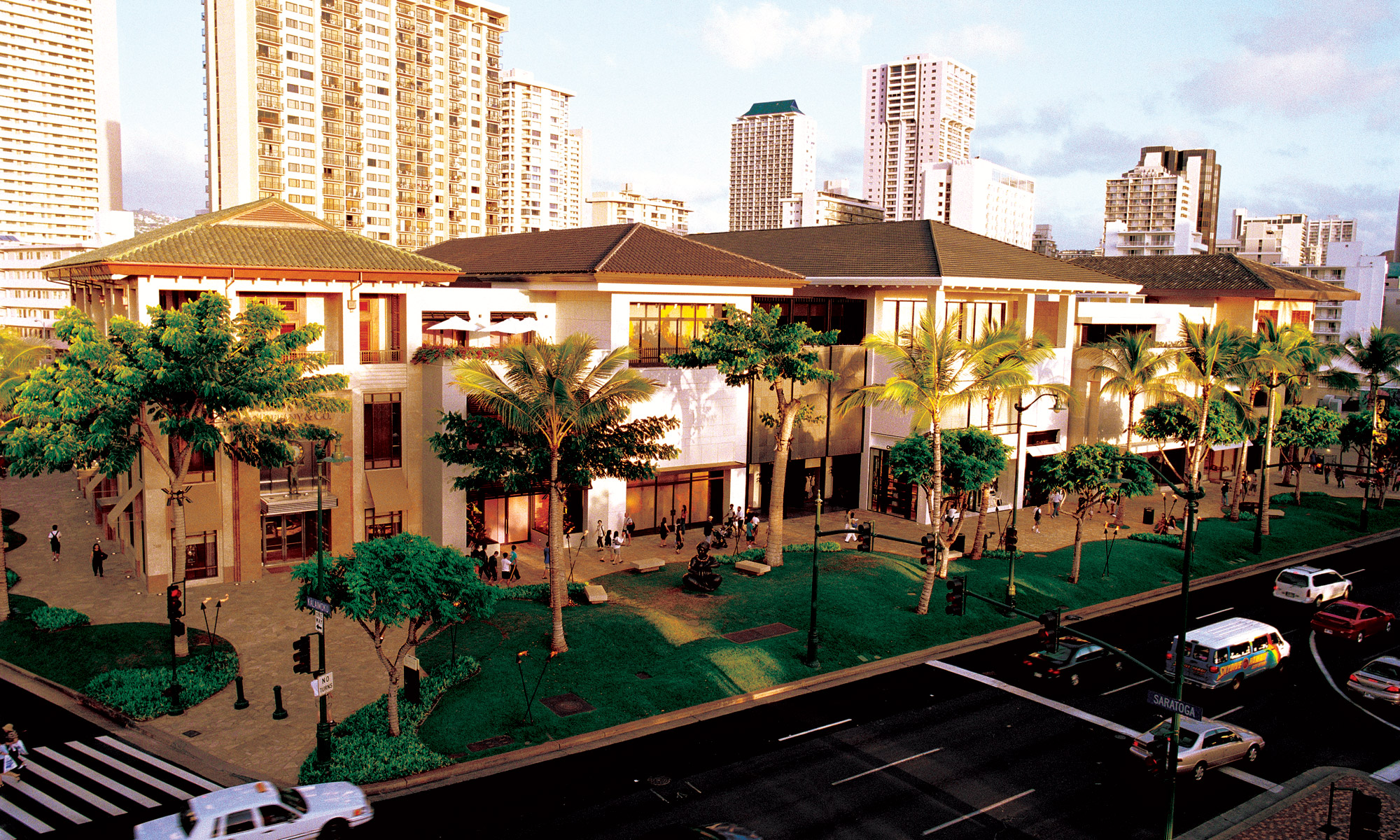
2100 カラカウア ハワイ, ワイキキ
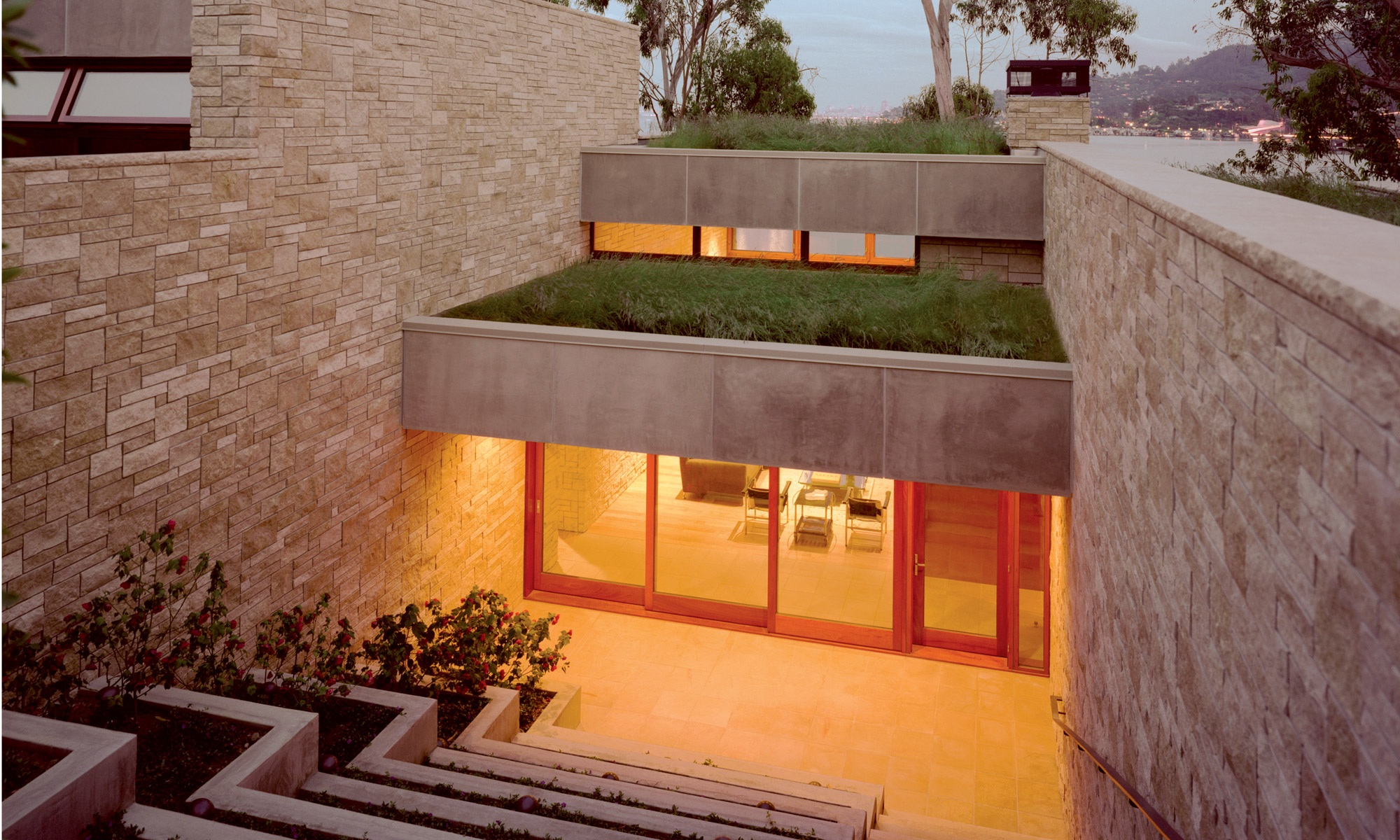
エッジウッド ハウス カリフォルニア州, ミル バレー
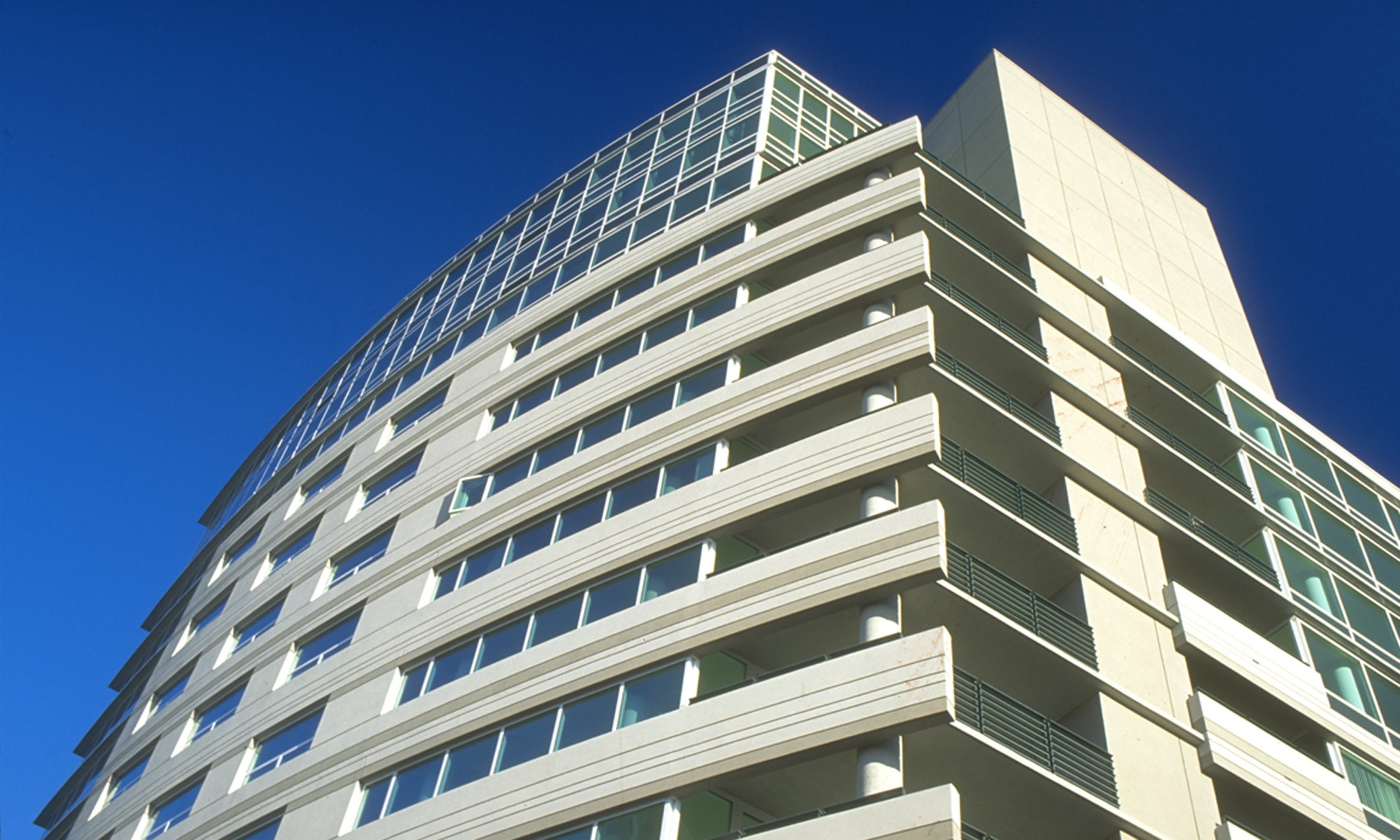
ポスト インターナショナル カリフォルニア州, サンフランシスコ
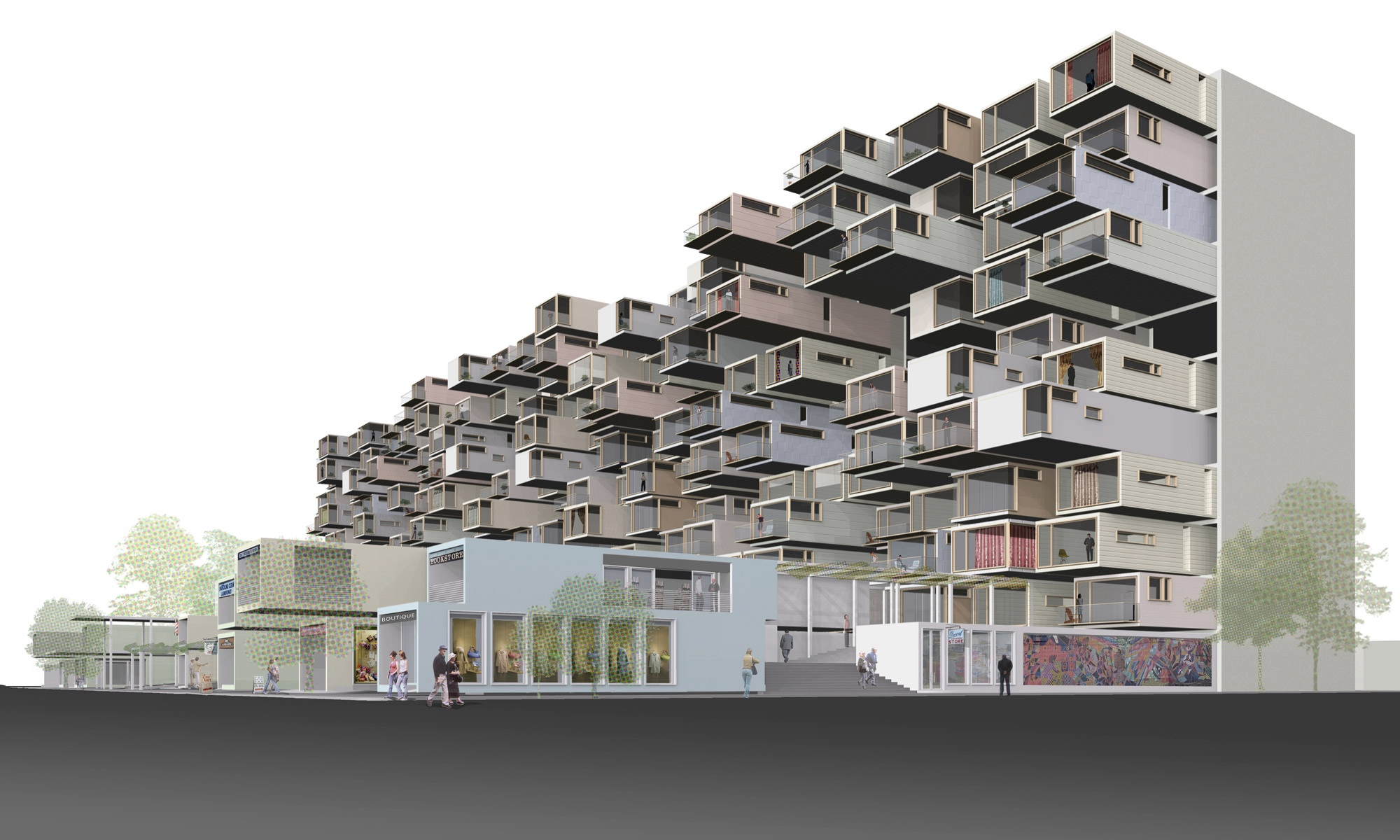
カトリーナ デザインコンペ 高台に建つ高密度集合住宅